# Andreas-Brauerei

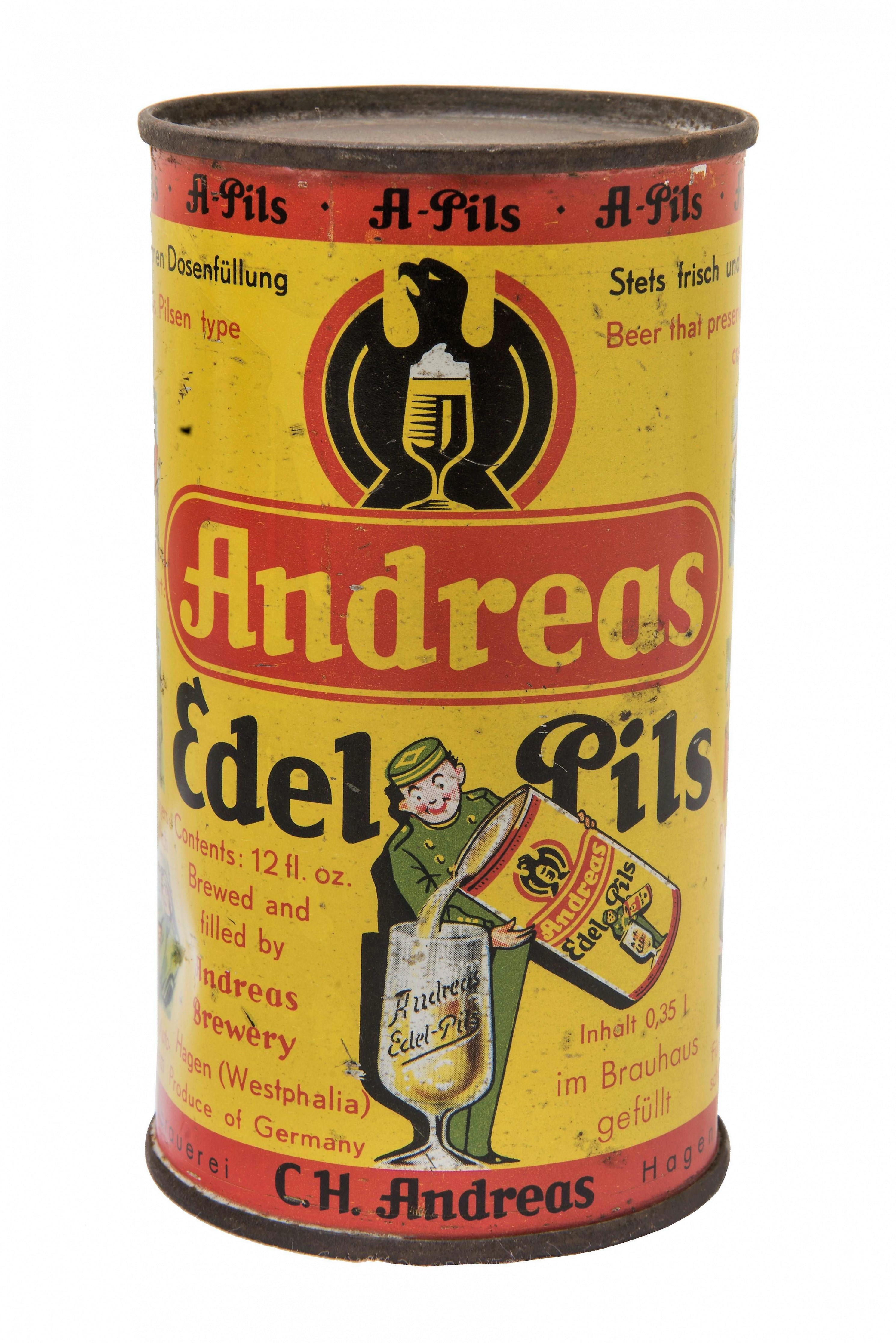
Dose, Andreas Edel-Pils (1955)

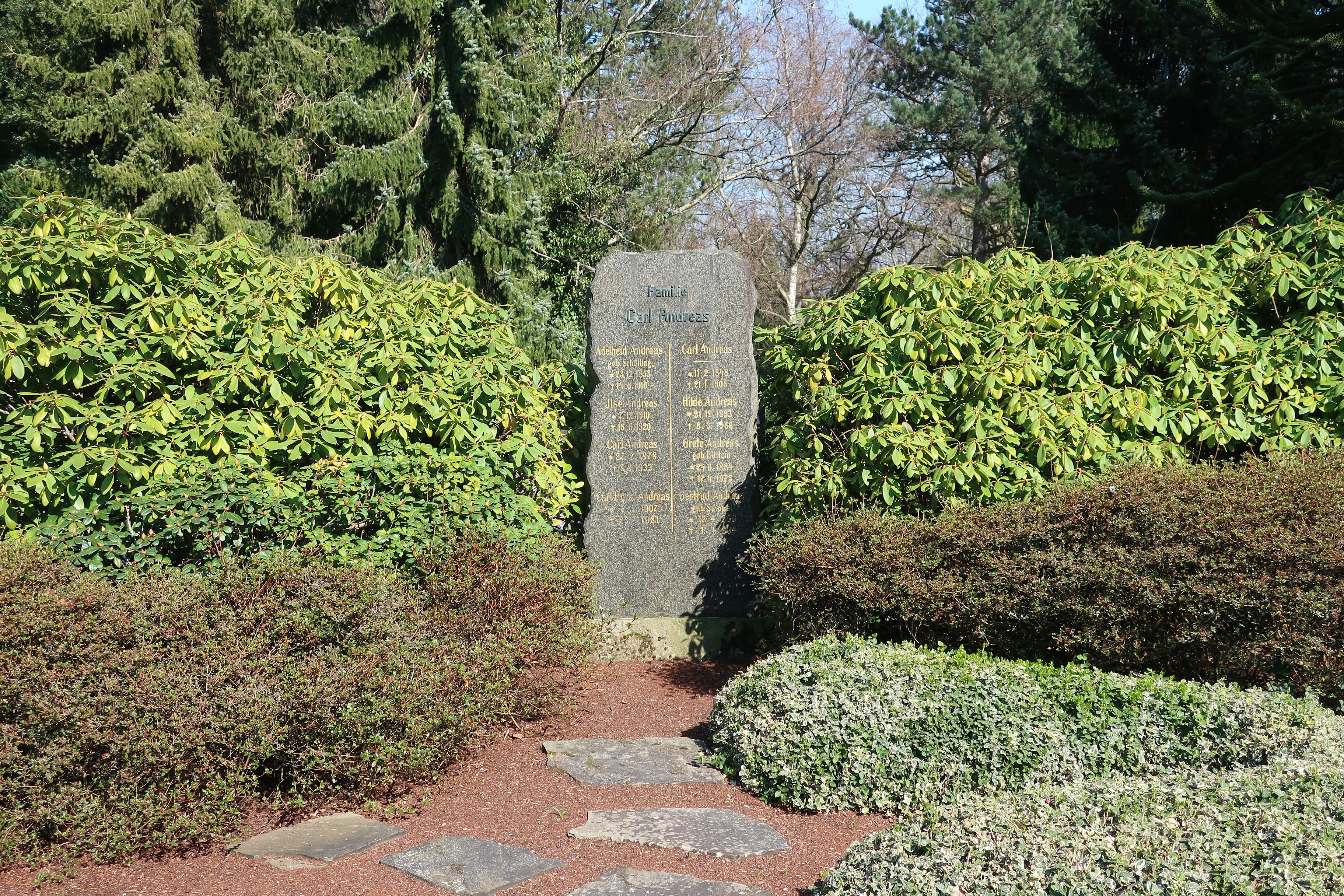
Ruhestätte der Familie Carl Andreas auf dem ev. Friedhof Haspe

Die Privatbrauerei C.H. Andreas war eine deutsche Bierbrauerei, die ihren Sitz in Hagen-Haspe hatte und von 1848 bis 1994 bestand. Die Hauptmarke Andreas Pils wurde jedoch noch bis 2016 durch die Dortmunder Actien Brauerei (DAB) gebraut und vertrieben. In Spitzenzeiten stieß die Andreas Brauerei 230 000 Hektoliter aus. Es wurde Pils, Export und Altbier (unter dem Markennamen Doctoren Alt) gebraut.

## Geschichte
Gründungsphase
Die Brauerei wurde 1848 gegründet, als Friedrich Schölling in der Hasper Gaststätte Märkischer Hof sein erstes Bier braute. 1870 wurde Carl Ernst Andreas als Brauer eingestellt und heiratete 1874, Adelheid, eine Tochter von Schölling. Friedrich Schölling firmierte erstmalig 1883 unter Westfaliabrauerei Wilhelm Schölling, ab 1884 unter Westfaliabrauerei Schölling & Andreas. 
Umfirmierung
Nach dem Tod von Friedrich Schölling führte 1888 Carl Ernst Andreas die Brauerei unter Westfalia-Brauerei C. Andreas weiter. 
Expansion
Nach dem Tod von Carl Ernst Andreas übernahm sein Sohn Carl 1907 die Brauerei. Carl Andreas hatte schon früh damit begonnen, Gastwirte durch Kredite, zum Ankauf oder zum Neubau von Gaststätten, an sich zu binden. So erwarb die Andreas-Brauerei im Januar 1917 das Restaurant Märkischer Hof an der Kölner Straße. Ab 1918 bestand die Brauerei unter Westfalia-Brauerei Carl Andreas, ab 1919 als Andreas Brauerei Aktien Gesellschaft in Haspe, nachdem die Actienbrauerei Gevelsberg übernommen wurde.
Drittes Reich
Während der 1930er Jahre gab es einige Betriebe der Schwerindustrie, wie Klöckner und Varta, in Haspe, deren Mitarbeiter potentielle Kunden für die relativ kleine Andreas Brauerei waren. So war das Geschäft trotz Weltwirtschaftskrise und politischer Unsicherheit profitabel. Als im Jahr 1933 Carl-Horst Andreas die Leitung der Firma, nach dem Tod seines Vaters Carl, übernahm und alle bis dahin verstreuten Firmenanteile aufkaufte, war er wenige Jahre später alleiniger Besitzer der Andreas Brauerei. Er wandelte die AG 1942 in die Privatbrauerei C.H. Andreas um.
Die Brauerei beschäftigte während des Zweiten Weltkrieges auch Zwangsarbeiter. Ob die Andreas Brauerei oder Carl-Horst Andreas persönlich für die geleistete Zwangsarbeit zur Rechenschaft gezogen wurden, ist nicht bekannt.
Nachkriegszeit
Noch bis in die 1950er Jahre wurde das Bier in vierspännigen Bierkutschen ausgeliefert. Die Privatbrauerei erlebte im Wirtschaftswunder ab 1949 einen Aufschwung. In den 1960er-Jahren hatte das Unternehmen einen Wert von 12 Millionen DM.
Niedergang
1964 wurde die Bielefelder Dr. Oetker AG Teilhaber. Andreas wurde ab diesem Zeitpunkt nachgesagt, er habe sich hauptsächlich um sein Hobby, die Großwildjagd gekümmert und Oetker habe durch schnell wechselnde Personalpolitik das Unternehmen heruntergewirtschaftet.
Nach dem Tod von Carl-Horst Andreas (1907–1981) übernahm die Dr. Oetker KG das Unternehmen komplett, da die Witwe Trudel Andreas die zu diesem Zeitpunkt in Schwierigkeiten steckende Brauerei nicht halten konnte. Die Andreas-Brauerei wurde Teil der Radebergergruppe, der Bierholding von Dr. Oetker. 1995 wurde die Brauerei geschlossen, 84 Beschäftigte wurden arbeitslos. Ende der 1990er-Jahre wurden Gebäudeteile der Brauerei in Haspe gesprengt.
Die Dortmunder Actien-Brauerei (DAB), eine weitere Radeberger-Tochter, braute und vertrieb die Marke Andreas-Pils noch bis 2014 in Flaschen, 2016 wurde auch die Fassbelieferung der Gastronomie eingestellt.

## Verbindungen mit dem Nationalsozialismus
Carl Horst Andreas war NSDAP-Mitglied, SS-Führer und Standartenführer der Reiter-SS. Er veranstalte während des Zeit des Nationalsozialismus Reitturniere in Hagen und war mehrfacher deutscher Dressur-Sieger. Ab 1939 gehörte Andreas als Hauptsturmführer zeitweise einem Kavallerie-Regiment der Waffen-SS an, war jedoch bis Kriegsende als Brauereibesitzer „unabkömmlich“ gestellt und musste somit nicht in den Kriegseinsatz an die Front.
Seit 1948 unterstützte Andreas unter anderem die 1952 verbotene rechtsextreme Organisation Bewegung Reich um den Hagener Heinrich Vetter sowie Hans-Ulrich Rudel und Otto Ernst Remer. Später förderte er die Hilfsgemeinschaft auf Gegenseitigkeit der Angehörigen der ehemaligen Waffen-SS (HIAG) von Angehörigen der früheren Waffen-SS. In seiner Brauerei beschäftigte Andreas zahlreiche ehemalige SS-Angehörige, Offiziere und Soldaten der Waffen-SS. So zum Beispiel den SS-Brigadeführer und Generalmajor der Waffen-SS Kurt Meyer als Vertriebsleiter, den HJ-Gauführer in Westfalen-Nord, Gaupropagandaleiter sowie Leiter der Abteilung Film, stellv. Reichsfilmintendant im Reichspropaganda-Ministerium und Mitautor der Kriegsbücherei der deutschen Jugend, Kurt Parbel als Verkaufsdirektor sowie den SS-Offizier und späteren Hagener CDU-Funktionär Oskar Pahnke als Werbeleiter.
Der Inhaber der Dr. Oetker KG, Rudolf-August Oetker, der ab 1964 Teilhaber wurde, war ebenso wie Andreas, Mitglied eines Reiter-Regiments der Waffen-SS und unterstützte finanziell ebenso, mit der Stillen Hilfe, einen Verein der sich für die Verteidigung angeklagter oder überführter NS-Verbrecher einsetzte.